# Schweizer Filmpreis 2022
Die 25. Verleihung der Schweizer Filmpreise fand am 25. März 2022 in der Halle 622 in Zürich statt, einer ehemaligen Industriehalle im Quartier Oerlikon. Ausgezeichnet wurden Filme des Jahres 2021. Die Nominationen wurden am 24. Januar 2022 im Rahmen der Solothurner Filmtage bekanntgegeben. Die meisten Nominierungen, in acht Kategorien, erhielt der Film Soul of a Beast, es folgen La Mif mit sechs und Azor mit vier Nominationen.
Für den Schweizer Filmpreis 2022 waren insgesamt 96 Filme zugelassen, die Filme wurden von den 476 Mitgliedern der Schweizer Filmakademie gesichtet und beurteilt. Das Eidgenössische Departement des Innern wählte eine fünfköpfige Kommission aus den Mitgliedern der Schweizer Filmakademie, diese sprachen die Nominationen basierend auf den Empfehlungen der Akademiemitglieder aus. Jurypräsident war Ivo Kummer, die Nominierungskommission setzte sich aus den Akademiemitgliedern Joël Jent, Irene Anna Genhart, Niccolò Castelli und Christelle Michel zusammen.
| Film                              | Nominierungen | Auszeichnungen         |
| --------------------------------- | ------------- | ---------------------- |
| Soul of a Beast                   | 8             | 3 (4 mit Spezialpreis) |
| La Mif                            | 6             | 3                      |
| Azor                              | 4             | 0                      |
| Olga                              | 3             | 3                      |
| Und morgen seid ihr tot           | 3             | 0                      |
| Dida                              | 2             | 0                      |
| Stürm: Bis wir tot sind oder frei | 2             | 0                      |

## Preisträger und Nominierte

### Bester Spielfilm
- Elie Grappe für Olga
  - Andreas Fontana für Azor
  - Frédéric Baillif für La Mif
  - Lorenz Merz für Soul of a Beast
  - Elene Naveriani für Wet Sand

### Bester Dokumentarfilm
- Svetlana Rodina und Laurent Stoop für Ostrov – Die verlorene Insel
  - Arami Ullón für Apenas el sol
  - Nikola Ilić und Corina Schwingruber Ilić für Dida
  - Marie-Eve Hildbrand für Les Guérisseurs
  - Dea Gjinovci für Réveil sur Mars

### Bester Kurzfilm
- Jela Hasler für Über Wasser
  - Juliette Riccaboni für Cavales
  - Luka Popadić für Real News
  - Loïc Hobi für The Life Underground
  - Kevin Haefelin für Trumpet

### Bester Animationsfilm
- Marcel Barelli für Dans la nature
  - Victor Jaquier für Le vigneron et la mort
  - Kilian Vilim für Mr. Pete & the Iron Horse

### Bestes Drehbuch
- Elie Grappe für Olga
  - Andreas Fontana für Azor
  - Frédéric Baillif für La Mif

### Beste Darstellerin
- Claudia Grob in La Mif
  - Marie Leuenberger in Stürm: Bis wir tot sind oder frei
  - Ella Rumpf in Soul of a Beast

### Bester Darsteller
- Pablo Caprez in Soul of a Beast
  - Joel Basman in Stürm: Bis wir tot sind oder frei
  - Sven Schelker in Und morgen seid ihr tot

### Beste Nebenrolle
- Anaïs Uldry in La Mif
  - Charlie Areddy in La Mif
  - Luna Wedler in Soul of a Beast

### Beste Filmmusik
- Fatima Dunn, Lorenz Merz, Julian Sartorius für Soul of a Beast
  - Heidi Happy für Dida
  - Adrian Frutiger für Und morgen seid ihr tot

### Beste Kamera
- Fabian Kimoto, Lorenz Merz für Soul of a Beast
  - Gabriel Sandru für Azor
  - Filip Zumbrunn für Und morgen seid ihr tot

### Beste Montage
- Frédéric Baillif für La Mif
  - Ramon Zürcher und Katharina Bhend für Das Mädchen und die Spinne
  - Lorenz Merz und Noemi Preiswerk für Soul of a Beast

### Bester Ton
- Jürg Lempen für Olga
  - Xavier Lavorel und Etienne Curchod für Azor
  - Oscar Van Hoogevest, Patrick Becker und Manuel Gerber für Soul of a Beast

### Bester Abschlussfilm
- Julia Furer für Love Will Come Later
  - Rokhaya Marieme Balde für À la recherche d’Aline
  - Keerthigan Sivakumar für Doosra
  - Coline Confort für Impériale

### Spezialpreis der Akademie
- Nicole Hoesli für ihr Szenenbild für Soul of a Beast

### Ehrenpreis
- Fredi M. Murer[5]